# Orkut
Orkut（オーカットまたはオルカット）は、Googleが運営していたソーシャル・ネットワーキング・サービス（SNS）である。
検索エンジン提供会社Googleの社員であるOrkut Büyükköktenにより、2003年に開設され、2004年1月22日に正式オープンしたが、2014年9月30日にサービスを終了した。

## 概要
ブラジル、インドで人気の高いSNSで、2010年6月の時点では利用者のほとんどをブラジル人ユーザーとインド人ユーザーが占めており、総ユーザー数は全世界で1億人を超えていた。
当初Orkutに入会するためには、すでにOrkutの会員になっている人からの招待を受ける必要があった。後に、Googleアカウントを作成すればOrkutに入会できるようになった。
Orkutにはメッセージ送付機能があり、各人に個別に送るほか
- friend 友人
- friend of friend 友人の友人
- community コミュニティ: 話題ごとの集まり

へ一斉にメッセージを送ることができる。コミュニティにはウィキペディアなどのユーザーグループから、地域、学校、政治、宗教、生活、趣味、その他色々な種類のものがある。「友人の友人」は知人の人脈で人を探すことができる便利さの反面、友達の多い人には話題に関心がないばかりでなく自分の知らない外国語でメッセージが届くなどの問題もあり、これを嫌がる人からは friend of friend spam と呼ばれている。友人の友人から来るメッセージは、サプライズパーティのお知らせから政治関係の呼びかけ、「私を友人にしてください(add a friend)」から求人広告までさまざまである。
また、GoogleトークとOrkutのアカウントを統合することで、Googleトークを利用したOrkut会員同士のチャットや通話をすることができた。
Orkutは実名が原則であり、匿名・偽名ユーザを発見した場合、他のユーザーが管理者に報告することができた。